# Wilhelm Larsson-Lagheim
Wilhelm Larsson-Lagheim, född 23 juni 1911 i Sankt Matteus församling, Stockholm, död 13 september 1971 i Bromma, var en svensk ishockeymålvakt i Karlbergs BK och Sveriges herrlandslag i ishockey. Han spelade med Karlberg mellan 1930 och 1944 och med Sverige i två internationella turneringar, VM i ishockey 1935 och OS i ishockey 1936, där laget slutade på femte plats i bägge turneringarna.